# بلویارسکی، خانتی-مانسی
شهر بلویارسکی (به روسی: Белоярский) در کشور روسیه و در ناحیه خودگردان خانتی-مانسی واقع شده‌است.